# Буцька телещогла
Буцька телещогла — телекомунікаційна щогла заввишки 237 м, споруджена у 1969 році в Буках Маньківського району Черкаської області.

## Характеристика
Висота вежі за різними даними становить 220-237 м. Проектна висота  — 150 м. Висота над рівнем моря — 235 м. Радіус потужності покриття радіосигналом становить 50 км. Прорахунок для DVB-T2 — 220 м.